# Patriotyczny Ruch Odrodzenia Narodowego

Logo „Patriotycznego Ruchu Odrodzenia Narodowego”

Patriotyczny Ruch Odrodzenia Narodowego (PRON) – organizacja polityczna (początkowo pod nazwą Obywatelskie Komitety Ocalenia Narodowego) utworzona w PRL w 1982 roku w okresie stanu wojennego (1981–1983). 

## Historia
Organizacja została utworzona przez PZPR i podporządkowane jej stronnictwa polityczne (ZSL i SD) oraz popierające władze PRL koncesjonowane organizacje chrześcijańskie (Pax, ChSS, PZKS) w celu propagandowego wykazania powszechnego poparcia społeczeństwa dla władz PRL, a w szczególności dla wprowadzenia stanu wojennego w PRL. PRON zastąpił Front Jedności Narodu (FJN), który miał jednoczyć wszystkie siły popierające władze PRL o różnych orientacjach politycznych i światopoglądowych (stąd istotny dla władz PRL był w nim udział koncesjonowanych organizacji chrześcijańskich, których członkami byli katolicy, prawosławni i protestanci).
Na czele PRON stał od listopada 1982 Jan Dobraczyński – ściśle współpracujący z PZPR działacz Pax o poglądach nacjonalistyczno-katolickich. Pierwsze posiedzenie Tymczasowej Rady Krajowej PRON odbyło się 17 grudnia 1982 w Sali Kolumnowej w Sejmie.
Pierwszy Kongres PRON w Warszawie powołał 8 maja 1983 roku 400-osobową Radę Krajową i 80-osobową Centralną Komisję Kontroli Finansowej.
20 lipca 1982 PZPR, ZSL, SD oraz Pax, ChSS i PZKS podpisały deklarację w sprawie utworzenia PRON. 17 grudnia 1982 na pierwszym posiedzeniu Tymczasowej Rady Krajowej PRON, jej przewodniczącym został pisarz Jan Dobraczyński, który sprawował tę funkcję aż do jej rozwiązania. W skład „Komisji Inicjującej PRON” weszli oprócz Dobraczyńskiego: Marian Orzechowski, Janusz Reykowski, Andrzej Przypkowski, Edmund Męclewski, Jan Majewski, Andrzej Elbanowski, Józef Chlebowczyk, Władysław Ogrodziński, Walenty Milenuszkin, Wiesław Nowicki, Jerzy Stencel, Elżbieta Ciborowska, Jerzy Kejna, Piotr Perkowski, Józef Kiełb, Jerzy Ozdowski, Stanisław Rostworowski, Gizela Pawłowska, Zbigniew Gertych, Klemens Krzyżagórski, Anatola Klajna i Zbigniew Siatkowski.
Zapis o PRON trafił do Konstytucji PRL w lipcu 1983 r. i zastąpił w niej zapisy o Froncie Jedności Narodu (FJN). Zgodnie z tymi zapisami PRON decydował m.in. o listach wyborczych, w wyborach lokalnych (do rad narodowych) i do Sejmu. W praktyce bez uzyskania zgody PRON niemożliwe było w PRL kandydowanie w wyborach. 
Duża część osób należała do PRON bez swojej wiedzy i woli, gdyż były do niego przyjmowane całe organizacje decyzją ich władz i to zazwyczaj bez informowania swoich członków. Będąc w kilku organizacjach często dana osoba należała do PRON-u wielokrotnie, wskutek czego liczył on więcej osób niż było wszystkich obywateli PRL. Zaraz po zakończeniu stanu wojennego, reaktywowanie organizacji, których działalność była w czasie stanu zawieszona, była obłożona nieformalnym wymogiem zgłoszenia ich akcesu do PRON, a przynajmniej znacznie tę reaktywację przyspieszała. Oprócz tego do PRON można było przystąpić osobiście, dotyczyło to głównie osób prominentnych, establishmentu PRL i osób publicznie rozpoznawalnych, którym składano tego rodzaju propozycję, często sugerując, że odmowa uczestnictwa może się wiązać z utrudnieniami w karierze.
W 1986 Rada Krajowa PRON powołała Ogólnopolski Komitet Grunwaldzki, którego celem było propagowanie tradycji oręża polskiego i krzewienie pamięci o bitwie pod Grunwaldem. Przewodniczącym Komitetu został członek Biura Politycznego KC PZPR, zastępca przewodniczącego Rady Państwa PRL Kazimierz Barcikowski.
PRON zakończył działalność 8 listopada 1989 roku „ze względu na osiągnięcie możliwości porozumiewania się na płaszczyźnie szerszej niż PRON” - jak głosiło oświadczenie Rady Krajowej tej organizacji.